# Pop romantyk
Pop romantyk (zapis stylizowany: pop romantyk) – ósmy album studyjny polskiego piosenkarza Dawida Kwiatkowskiego. Wydawnictwo ukazało się 19 stycznia 2024 nakładem wytwórni muzycznej DB4 Management w dystrybucji Warner Music Poland.
Album jest utrzymany w stylu muzyki pop i składa się z wersji standardowej (1 CD), limitowanej box (1 CD, sygnet i pendrive) i limitowanej box (1 CD i pendrive).
Płyta zadebiutowała na 2. miejscu polskiej listy sprzedaży – OLiS.
Promocję Pop romantyk rozpoczęto w kwietniu 2023, wraz z premierą pierwszego promującego singla – „Café de Paris”. 27 września wydany został drugi utwór, „Taki jak Ty”. Następnym singlem została piosenka „Zanim Cię poznam”. W styczniu 2024 została wydana piosenka – „Co zostało mi?”.

## Lista utworów
Opracowano na podstawie materiału źródłowego.
| Pop romantyk – Wersja standardowa | Pop romantyk – Wersja standardowa | Pop romantyk – Wersja standardowa | Pop romantyk – Wersja standardowa                                                  | Pop romantyk – Wersja standardowa |
| Nr                                | Tytuł utworu                      | Słowa                             | Muzyka                                                                             | Długość                           |
| --------------------------------- | --------------------------------- | --------------------------------- | ---------------------------------------------------------------------------------- | --------------------------------- |
| 1.                                | „Ile jeszcze?”                    | Dawid Kwiatkowski                 | Dawid Kwiatkowski, Michał Szczęsny                                                 | 2:43                              |
| 2.                                | „Taki jak Ty”                     | Dawid Kwiatkowski, Patryk Kumór   | Dawid Kwiatkowski, Dominic Buczkowski-Wojtaszek, Patryk Kumór, Emilian Waluchowski | 2:34                              |
| 3.                                | „Vintage”                         | Dawid Kwiatkowski                 | Dawid Kwiatkowski                                                                  | 2:40                              |
| 4.                                | „W Twoich oczach, ach”            | Dawid Kwiatkowski                 | Dawid Kwiatkowski                                                                  | 3:04                              |
| 5.                                | „Pobite gary”                     | Dawid Kwiatkowski                 | Dawid Kwiatkowski                                                                  | 3:08                              |
| 6.                                | „Café de Paris”                   | Dawid Kwiatkowski                 | Dawid Kwiatkowski, Dominic Buczkowski-Wojtaszek, Patryk Kumór, Emilian Waluchowski | 3:02                              |
| 7.                                | „Co zostało mi?”                  | Dawid Kwiatkowski                 | Dawid Kwiatkowski, Michał Szczęsny                                                 | 3:30                              |
| 8.                                | „Rozpadam się (przez przypadki)”  | Dawid Kwiatkowski                 | Dawid Kwiatkowski                                                                  | 3:12                              |
| 9.                                | „Paryski sen”                     | Dawid Kwiatkowski                 | Dawid Kwiatkowski                                                                  | 2:35                              |
| 10.                               | „Zanim Cię poznam”                | Dawid Kwiatkowski                 | Dawid Kwiatkowski                                                                  | 3:05                              |
|                                   |                                   |                                   |                                                                                    | 29:33                             |

## Promocja

### Pop romantyk Tour
Opracowano na podstawie materiału źródłowego.
| Data           | Miejscowość | Obiekt         |
| -------------- | ----------- | -------------- |
| 23 lutego 2024 | Wrocław     | A2             |
| 24 lutego 2024 | Kraków      | Studio         |
| 1 marca 2024   | Bydgoszcz   | Fabryka Lloyda |
| 2 marca 2024   | Poznań      | B17            |
| 8 marca 2024   | Katowice    | P23            |
| 9 marca 2024   | Łódź        | Wytwórnia      |
| 15 marca 2024  | Gdańsk      | B90            |
| 22 marca 2024  | Warszawa    | Progresja      |
| 23 marca 2024  | Warszawa    | Progresja      |

## Pozycje na listach sprzedaży
| Kraj   | Lista (2024)             | Najwyższa pozycja |
| ------ | ------------------------ | ----------------- |
| Polska | OLiS – albumy            | 2                 |
| Polska | OLiS – albumy fizycznie  | 2                 |
| Polska | OLiS – albumy w streamie | 11                |

| Kraj   | Lista (2024)            | Pozycja |
| ------ | ----------------------- | ------- |
| Polska | OLiS – albumy           | 59      |
| Polska | OLiS – albumy fizycznie | 29      |